# Nikomedes (Heiliger)
Der heilige Nikomedes war ein römischer Märtyrer, dessen genaue Lebenszeit unbekannt ist.
Sein Grab befindet sich an der Via Nomentana in Rom, darüber wurde bereits früh eine Cömeterialkirche errichtet.
Der Legende nach war Nikomedes ein Priester und Jünger des heiligen Petrus und soll der heiligen Petronilla im Todeskampf beigestanden haben. Er wurde unter Domitian erschlagen. Als Grab wird die Nikomedeskatakombe in Rom angegeben. Das Haupt des Nicomedes soll zunächst in der Kirche St. Nikomed (Mainz), später in der Kirche des Benediktinerklosters St. Jakob in Mainz aufbewahrt worden sein.

## Verehrung
Der Festtag des Heiligen ist der 15. September.
Die Kirche St. Nikomedes (Borghorst), die Nikomedeskirche (Hildrizhausen), die Evangelische Stadtkirche (Unna) sowie die Nikomedeskirche (Weilheim) sind ihm geweiht.